# W.L.O. Sekai Renai Kikō
W.L.O. Sekai Renai Kikō (W.L.O.世界恋愛機構 dịch chính thức sang tiếng Anh thành World Love Organization) là visual novel có nội dung người lớn của Nhật Bản, được phát triển và phát hành bởi Akabeisoft2 vào ngày 26 tháng 3 năm 2009. Trò chơi được hỗ trợ chơi trên Xbox 360 do 5pb. phát triển vào ngày 3 tháng 6 năm 2010. Phiên bản chơi trên hệ máy Xbox 360 loại bỏ các chi tiết mang nội dung người lớn, đồng thời độ phân giải được nâng lên 1280x720 và âm thanh tiêu chuẩn 5.1. Lối chơi của W.L.O. Sekai Renai Kikō thuộc loại visual novel truyền thống, yêu cầu người chơi trải qua các sự kiện và quyết định hướng đi của câu chuyện.
Một bản fandisc, W.L.O. Sekai Renai Kikō L.L.S. -Love Love Show- được ra mắt trên máy tính cá nhân vào ngày 24 tháng 9 năm 2009.

## Lối chơi
Hầu hết lối chơi trong W.L.O. Sekai Renai Kikō yêu cầu ít sự tương tác của người chơi, phần lớn thời gian dành cho việc đọc lời thoại xuất hiện trên màn hình trò chơi. Trò chơi có nhiều mạch truyện và kết thúc khác nhau; cách chơi để dẫn đến các trường hợp đó bao gồm các "điểm quyết định" với nhiều lựa chọn, đó là lúc mà người chơi có thể chọn hướng đi của cốt truyện theo ý muốn, và kết thúc cũng tùy vào sự lựa chọn đó. Trong bản chơi trên máy tính cá nhân, người chơi có thể mở ra nội dung người lớn trong trò chơi, nhưng trên hệ máy chơi cầm tay thì đã loại bỏ nội dung người lớn.

## Tổng quan

### Nhân vật chính
Yuuki Kuroda
Nhân vật nam chính mà người chơi sẽ nhập vào
Sarasa Crain Femiluna
Lồng tiếng bởi Yuki Matsunaga
Arisa Crain Femiluna
Lồng tiếng bởi Elena Kaibara
Hotaru Ioroi
Lồng tiếng bởi Kazane
Yuriko Hayakawa
Lồng tiếng bởi Risa Matsuda
Aina Kusaka
Lồng tiếng bởi Fuuri Samoto

### Nội dung
Yuki chỉ vừa mới bắt đầu cuộc sống thanh bình của mình. Nhưng tới một ngày, một người bạn cùng lớp chào Yuki kèm một lời chúc "Chúc mừng! Bây giờ cậu đã có quyền yêu người khác." Người bạn cùng lớp bắt đầu kể về W.L.O. (World Love Organization - Tổ chức tình yêu thế giới). Qua lời kể của người bạn chung lớp, mục đích của tổ chức này là giúp đỡ mọi người đạt được tình yêu của họ bằng cách hạ thấp tỉ lệ sinh. Người bạn cùng lớp cũng nói rằng, "Hãy sử dụng tinh dịch mạnh mẽ của bạn để cứu thế giới." Bạn đồng hành của cậu là Aina, cũng là hàng xóm. Với sự giúp đỡ của Hotaru và Ina, dự án của Yuki bắt đầu. Arisa và Yuriko cũng tham gia vào dự án này. Một dự án cho tình yêu từ đó được bắt đầu.

## Âm nhạc
Ca khúc mở đầu cho phiên bản máy tính cá nhân mang tên Love Paradise (ラブパラダイス), thể hiện bởi Katakiri Rekka, sáng tác bởi bassy, và viết lời bởi wight.
Ca khúc mở đầu cho phiên bản Xbox 360 mang tên Watashi LOVE na Otome! (ワタシ☆LOVEな☆オトメ！), được sản xuất bởi nhóm Afilia Saga East, và phát hành thành một đĩa đơn CD vào ngày 28 tháng 4 năm 2010.

## Đón nhận
W.L.O. Sekai Renai Kikō giành được giải thưởng vàng trong hạng mục thiết kế nhân vật tại Giải thưởng trò chơi Moe vào năm 2009. Doanh thu của trò chơi xếp hạng thứ 22 trong năm 2009 trên bảng xếp hạng của Getchu, và có fandisc xếp hạng thứ 44 trong mục đĩa bán chạy nhất.